# Ademoneuron graculis
Ademoneuron graculis är en stekelart som först beskrevs av Fischer 1988.  Ademoneuron graculis ingår i släktet Ademoneuron och familjen bracksteklar. Inga underarter finns listade i Catalogue of Life.